# Marjatta Väänänen
Pour les articles homonymes, voir Marjatta et Väänänen.
Helmi Marjatta Väänänen (née Kittilä le 9 août 1923 à Jyväskylä et morte le 16 octobre 2020 à Helsinki) est une femme politique finlandaise,,. 

## Carrière politique
Marjatta Väänänen est députée Kesk de la circonscription d'Uusimaa du 27 septembre 1975 au 21 mars 1991,.
Marjatta Väänänen est vice-Ministre de l'Éducation du gouvernement Sorsa I (04.09.1972–12.06.1975), 
Ministre de l'Éducation du gouvernement Miettunen III (29.09.1976–14.05.1977) et vice-Ministre des Affaires sociales du gouvernement Sorsa III (19.02.1982–05.05.1983),.